# Pontcallecovo spiknutí

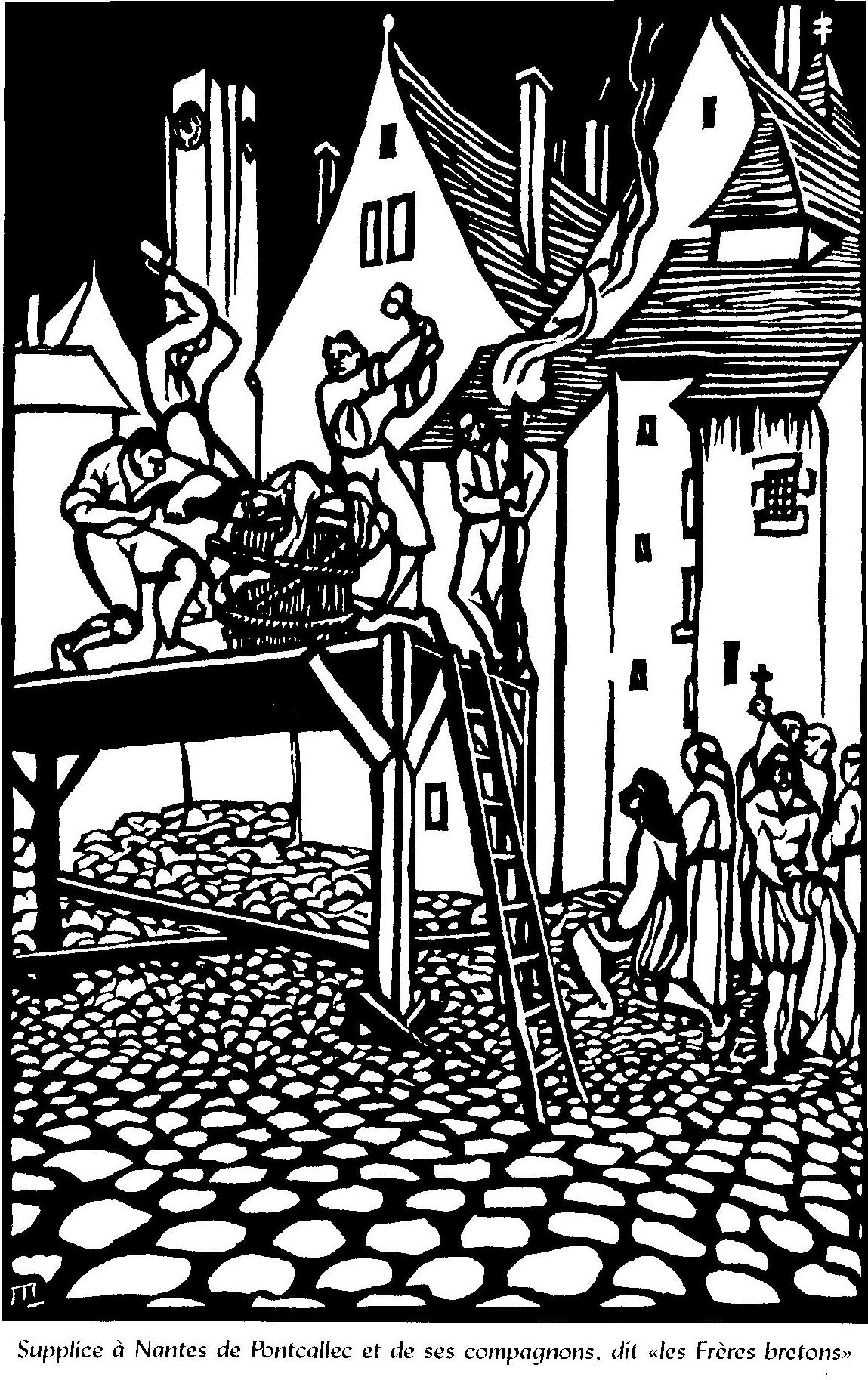
Poprava markýze de Pontcallec v Nantes

Pontcallecovo spiknutí (franc. Conspiration de Pontcallec) byla vzpoura proti daním, která vznikla v Bretani v době regentství, když Francii vládl regent Filip II. Orleánský, místo mladistvého Ludvíka XV.

## Pozadí události

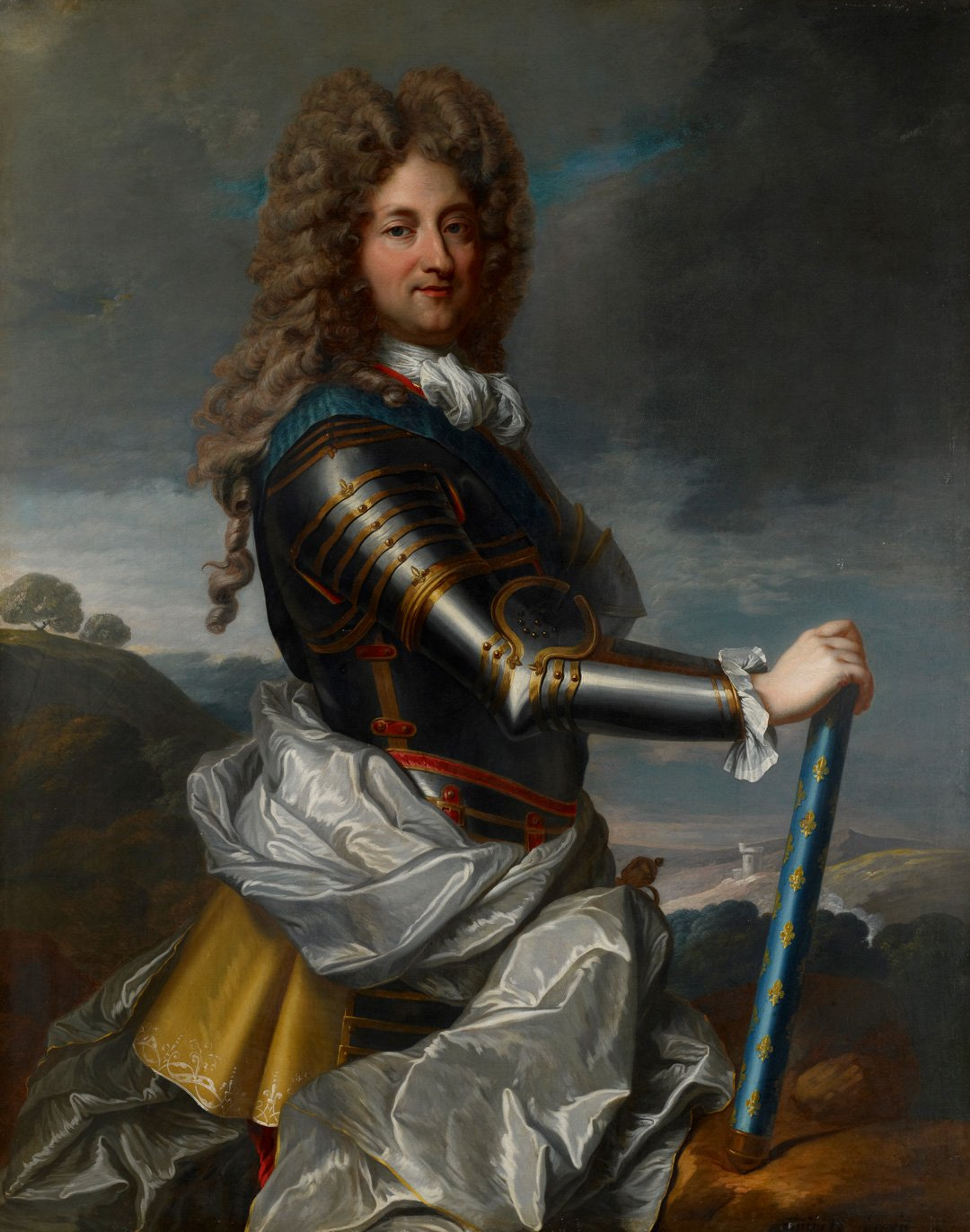
Filip II. Orleánský, regent

Po smrti Ludvíka XIV. v roce 1715, se Francouzské království topilo v dluzích, a proto došlo ke zvýšení daní. Bretonské stavy, které nebyly s vývojem událostí spokojeny, se shromáždily v Saint-Brieuc a odmítly království poskytnout další úvěr; následně vyslali do Paříže tři zástupce, aby regenta informovali o situaci. Filip II. obratem vyslal Pierra de Montesquiou d'Artagnana, jako královského reprezentanta, aby situaci vyřešil. De Montesquiou se rozhodl zvýšit daně násilím.
Regent se rozhodl ke svolání stavů; 6. června 1718 se shromáždili v Dinanu. Zdejší šlechta se značně lišila od ostatní ve zbytku království; bylo zde mnoho tzv. spících šlechticů, kteří tvořili významnou část populace. Jednalo se o koncept, který povoloval vznešené postavení a šlechtická privilegia i chudým v případě, že byli schopni doložit šlechtický původ. V některých oblastech žila taková šlechta v bídě a bretonské stavy odporovaly novému daňovému systému právě proto, že by ohrozil zchudlou šlechtu; to bylo přičinnou vzniku myšlenky šlechtické republiky. Dne 22. července 1718 bylo 73 radikálních delegátů vyhoštěno.
Mezitím se vytvořily vazby mezi španělským králem Filipem V., Ludvíkem Augustem, vévodou z Maine a jeho manželkou Louisou s cílem svrhnout regenta a ujmout se vlády, kterou Ludvík XIV. přislíbil Ludvíku Augustovi, který byl jeho oblíbeným synem. Ludvík Alexandr, hrabě z Toulouse, který byl také vévodou z Penthièvre, tudíž příslušníkem bretonské šlechty, spolupracoval se svým bratrem Ludvíkem Augustem.

## Spiknutí
Regentovo rozhodnutí ze dne 26. srpna 1718 zabránilo Ludvíku Augustovi přístup k mnoha výsadám, které mu udělil Ludvík XIV., což bylo pro Ludvíka Augusta silným stimulem pro svrhnutí regentství. Informace o omezení pravomocí Ludvíka Augusta se v Bretani rychle rozšířila, začaly se objevovat fámy, které tvrdily, že Ludvík August chtěl najmout vojsko. Mezitím byl vypracován Zákon o Unii, obsahující seznam stížností bretonských stavů, který podepsalo několik stovek šlechticů. V září se hrabě Noyan, jeden z autorů Zákona o Unii, sešel s markýzem de Pontcallec (1670–1720), členem známé šlechtické rodiny a majitelem mocné pevnosti nedaleko Vannes. Spolu s několika radikály začal markýz de Pontcallec organizovat spiknutí; nábor do vlastních řad zorganizovali mezi zemědělci střední třídy a místními pašeráky. Když vypukla Válka čtverné aliance, byl vyslán Pontcallecem vyslanec ke kardinálu Giuliu Alberonimu.
Dne 29. prosince 1718 byl uvězněn Ludvík August i jeho žena. Pontcallec uskutečnil své plány a pokračoval v náboru, zatímco ostatní šlechtici se k němu přidávali. Hrozilo, že bude zadržen za pašeráckou činnost, proto uspořádal velkou schůzi v Questembertu, které se zúčastnilo na 200 příznivců. Nakonec nebyl proveden žádný pokus o jeho zadržení a skupina se rozpadla. Sešlost ale byla zaznamenána a regent byl v červenci informován.
Mezitím Španělsko nabídlo podporu se svržením regenta a dosazením na jeho místo Filipa V. nebo Ludvíka Augusta. Ani jeden z nich nefiguroval jako hlava státu v Pontcallecově představě, přesto však nabídku přijal. Dne 15. srpna skupina rolníků pod vedením Rohana z Pouldu, přepadla skupinu královských vojáků, kteří byli poslaní vybírat daně, a donutila je ustoupit. V září vstoupil Pierre de Montesquiou d'Artagnan do Rennes v čele armády o velikosti 15 000 mužů. Ve stejné době byl jeden ze spiklenců zatčen v Nantes, kde se přiznal úplně ke všemu. Pontcallec byl svými stoupenci upozorněn a utekl do svého hradu, ale nebyl schopen zorganizovat jeho obranu; pouhých dvanáct lidí přišlo na pomoc. K 3. říjnu byl regentem zřízen soud pro spiklence.
Tři fregaty s irskými jednotkami, poslané Španěly, se vylodily v Bretani. Když první loď dorazila, bylo jasné, že poslané 2 000 mužů nemohou odolávat přesile královské armády bez pomoci místních. Když zjistili, že žádná pomoc není k dispozici, odpluli zpět, a spolu s nimi někteří další spiklenci. Zcela osamocený Pontcallec byl zrazen a zatčen 28. prosince 1719 a sedmdesát dalších účastníků bylo také zadrženo.

## Proces

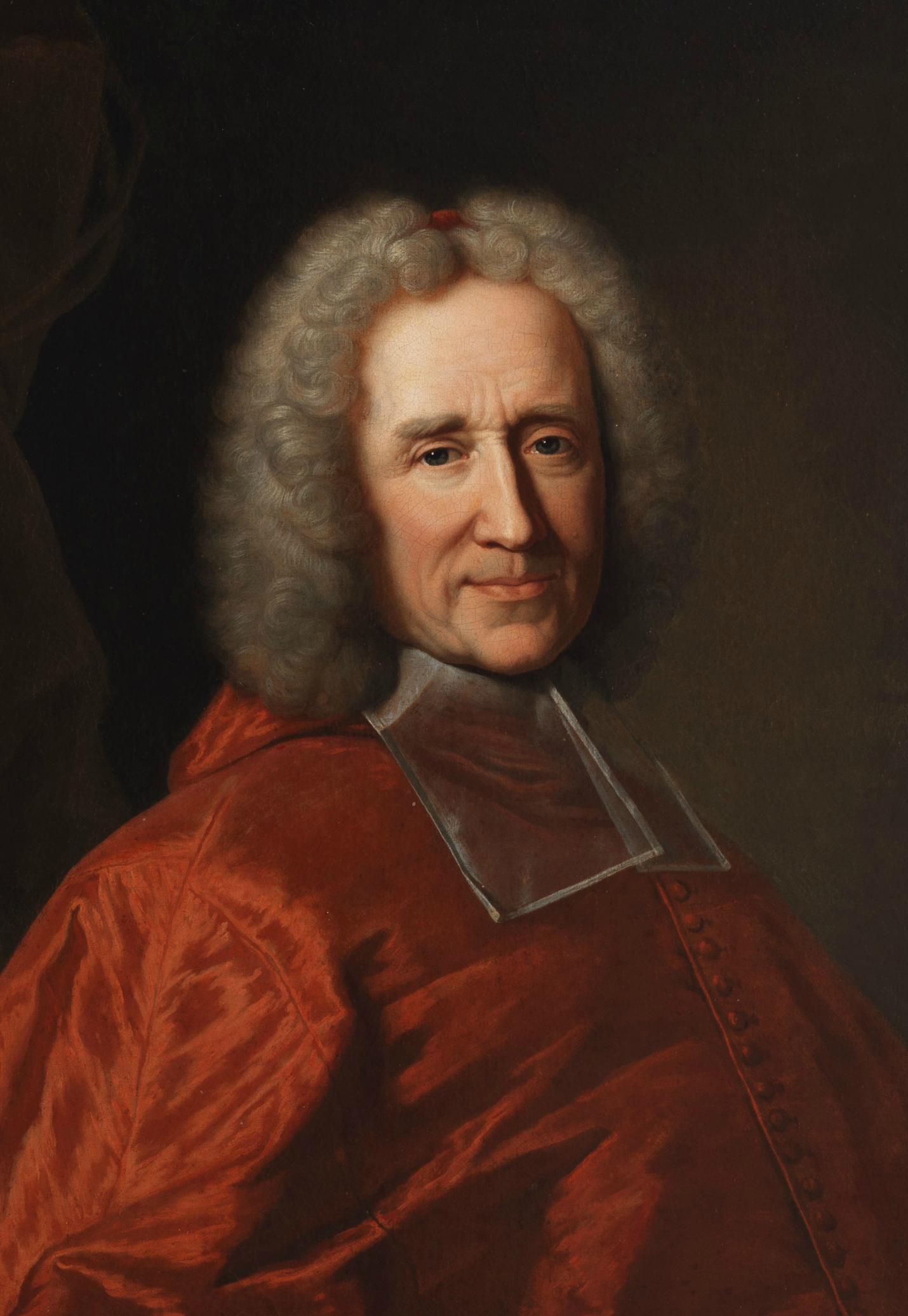
Guillaume Dubois, už jako kardinál

Soud zasedl v Nantes. Louisa Benedicta, manželka Ludvíka Augusta potvrdila, že existovala dohoda mezi Bretaní a Španělskem proti regentství. Regent Filip II., abbé Guillaume Dubois a finančník John Law označili 23 vůdčích postav spiknutí; 16 jich uprchlo a byli souzeni in absentia a zbylých 7 bylo ve vazbě (Pontcallec, Montlouis, Salarun, Talhouët, Du Couëdic, Coargan a Hire de Keranguen). Dvacet spiklenců bylo shledáno vinnými a čtyři ze sedmi byli odsouzeni k trestu smrti (Pontcallec, Montlouis, Talhouët and Du Couëdic), nepřítomní byli také odsouzeni. Přítomní odsouzení byli týž den v úterý 26. března 1720, na Place du Bouffay v Nantes sťati.
Verdikt šokoval současníky, od té doby proběhlo velice málo povstání, také náklady na celou vojenskou operaci a popravu byly považovány za nadměrné. Na tom měl podíl zejména abbé Dubois, který rozsah celého Pontcallecova spiknutí zveličil a prosadil jeho popravu pro svůj osobní prospěch (usiloval o místo arcibiskupa z Cambrai, což se mu ještě týž rok podařilo, následně pak byl jmenován kardinálem). Brzy poté přinesla hospodářská krize kolaps Lawsova systému; represe ustaly a vláda stáhla své požadavky na daně. Vyhnaným (uprchlým) spiklencům bylo dovoleno se vrátit až o deset let později.

## Důsledky a význam
Přes neschopnost markýze de Pontcallec vést spiknutí, se z něj stal v Bretani národní hrdina. Théodore Hersart de la Villemarqué pojednává o jeho činu ve svých Barzaz Breiz (Balady Bretaně) ve kterých je Pontcallecův příběh popsán v baladě Marv Pontkalleg (Pontcallecova smrt).

## Odraz v umění

### Pontcallecovo spiknutí v literatuře
- Regentova dcera, Alexandre Dumas (1845)

### Pontcallecovo spiknutí ve filmu
- Ať začne slavnost..., režie Bertrand Tavernier (1975)